# Darvin Moon
Darvin Moon foi um jogador de pôquer americano. Ficou na segunda posição da Série Mundial de Pôquer em 2009 após sofrer derrota para Joe Cada.
Morreu em 19 de setembro de 2020, aos 56 anos.